# 長道坑
長道坑，是台灣新北市八里區的一個地名，位於該區西南部，範圍為長坑里南部。

## 歷史
台灣清治末期至日治前期，長道坑地區為一街庄，稱為「長道坑庄」，隸屬於八里坌堡。該庄輪廓南北狹長，南大半部伸入菁埔庄境內，北部則被下罟仔庄包圍。
1920年（日治大正九年），該庄改制為「長道坑」大字，隸屬於臺北州新莊郡八里庄。戰後八里庄改制為八里鄉，隸屬於臺北縣，大字亦改制為村。2010年12月臺北縣改制為新北市，八里鄉改制為八里區，村改制為里。

## 交通
鄉道北51線是長道坑地區的主要道路，往北可通往下罟子，往南可通往林口區粉寮。